# 商務及經濟發展局
商務及經濟發展局（簡稱商務局或商經局，縮寫：CEDB）是香港特別行政區政府決策局之一，負責涵蓋商貿、電訊及競爭政策事宜。商務及經濟發展局現任局長為丘應樺，並同時兼任香港貿易發展局理事會成員。該局常任秘書長則兼任通訊事務管理局副主席。
由2007年至2022年，商務及經濟發展局先後分掌商貿、科技、旅遊、創意產業、氣象、通訊、電訊及廣播事務，所涉範圍廣泛。但由2015年起，由於創新及科技局的成立，科技事務被抽調。2022年的政府架構重組，更將旅遊及創意產業抽調至新成立的文化體育及旅遊局，亦將香港天文台抽調至環境及生態局。商經局只餘下商貿、電訊及廣播事務。

## 歷史
香港特區行政長官曾蔭權於其第二任期開始，即2007年7月1日實施決策局重組，將原來之11個決策局合併重組為12個，於2007年7月1日成立，由工商及科技局、以及經濟發展及勞工局部分部門合併而成。
2012年7月1日，時任行政長官梁振英建議實施決策局重組，該局建議將之分拆成工商及產業局和科技及通訊局，但因遭反對而擱置。2014年1月，梁振英透過《2014年度香港行政長官施政報告》宣布啟動成立創新及科技局的工作。經過一輪爭議後，立法會財務委員會於2015年11月通過成立創新及科技局的撥款申請，將原屬商務及經濟發展局的創新科技署及政府資訊科技總監辦公室轉交至新成立的創新及科技局管轄，同時「通訊及科技科」改稱為「通訊及創意產業科」，此外，又把香港消費者委員會移交至民政事務局管理。2022年，轄下的香港天文台移交至環境及生態局管理。

## 下設部門、商營及公營機構
- 保險業監管局
- 知識產權署
- 香港貿易發展局
- 投資推廣署
- 香港郵政
- 香港電台
- 工業貿易署
- 香港經濟貿易辦事處（海外）
- 通訊事務管理局
- 「一帶一路」辦公室

## 爭議
2007年，該局接替工商及科技局主管香港政府的科技政策，但名稱刪除「科技」二字，引起部份科技業者不滿，認為香港政府不再重視科技發展。政府的回應是科技已經融入各行各業，不用特別強調。2022年7月1日，政府成立創新科技及工業局。

## 歷任首長
| 商業／商務 | 科技 | 經濟／經濟發展                                                |
| --- | --- | ------------------------------------------------------------- |
| - 工商司 - 杜 華（1982年8月－1983年3月） - 何鴻鑾（1983年4月－1987年） - 麥高樂（1987年－1989年） - 陳祖澤（1989年－1991年） - 周德熙（1991年5月20日－1995年11月） - 俞宗怡（1995年11月－1997年6月30日） - 工商局局長 - 俞宗怡（1997年7月1日－1998年3月30日） - 周德熙（1998年3月31日－2002年6月30日） | - 資訊科技及廣播局局長 - 鄺其志（1998年5月4日－2000年3月5日） - 尤曾家麗（2000年7月1日－2002年6月30日）                                    | - 經濟司 → 經濟局局長                                         |
| - 工商及科技局局長 - 唐英年（2002年7月1日－2003年8月3日） - 曾俊華（2003年8月4日－2006年1月24日） - 王永平（2006年1月24日－2007年6月30日） | - 工商及科技局局長 - 唐英年（2002年7月1日－2003年8月3日） - 曾俊華（2003年8月4日－2006年1月24日） - 王永平（2006年1月24日－2007年6月30日） | - 經濟發展及勞工局局長 - 葉澍堃（2002年7月1日—2007年6月30日） |
| - 商務及經濟發展局局長 - 馬時亨（2007年7月1日－2008年7月11日） - 劉吳惠蘭（2008年7月12日－2011年4月13日） - 蘇錦樑（2011年6月28日－2017年6月30日） - 邱騰華（2017年7月1日－2022年6月30日） - 丘應樺（2022年7月1日－）                                                                                  | |                                                               |
| - 商務及經濟發展局副局長 - 蘇錦樑（2008年6月2日－2011年6月27日） - 梁敬國（2013年10月16日－2017年6月30日） - 陳百里（2017年8月2日－） | |                                                               |

| - 商務及經濟發展局常任秘書長（工商及旅遊） - 蔡瑩璧（2007年7月1日－2010年12月） - 黃灝玄（2011年1月17日－2014年12月） - 容偉雄（2014年12月27日－2018年4月22日） - 利敏貞（2018年6月12日－2022年6月30日） | - 商務及經濟發展局常任秘書長（通訊及科技） - 劉吳惠蘭（2007年7月1日－2008年7月12日） - 栢志高（2008年7月－2010年4月） - 謝曼怡（2010年4月26日－2012年7月） - 何淑兒（2012年10月－2015年11月19日） - 商務及經濟發展局常任秘書長（通訊及創意產業） - 何淑兒（2015年11月20日－2017年8月17日） - 利敏貞（2017年8月18日－2018年6月11日） - 梁卓文（2018年6月12日－2022年6月30日） - 商務及經濟發展局常任秘書長 - 利敏貞（2022年7月1日－2024年7月29日） - 黃少珠（2024年8月5日－） |

## 歷任局長政治助理
- 陳百里（2013年3月20日－2017年6月30日）
- 馮海容（2017年9月1日－2022年6月30日）
- 李世華（2022年7月25日－）

## 外部連結
- 官方网站
- 商務及經濟發展局的Facebook專頁